# Colepia ignicolor
Colepia ignicolor är en tvåvingeart som beskrevs av Daniels 1987. Colepia ignicolor ingår i släktet Colepia och familjen rovflugor. Inga underarter finns listade i Catalogue of Life.